# 行星科学

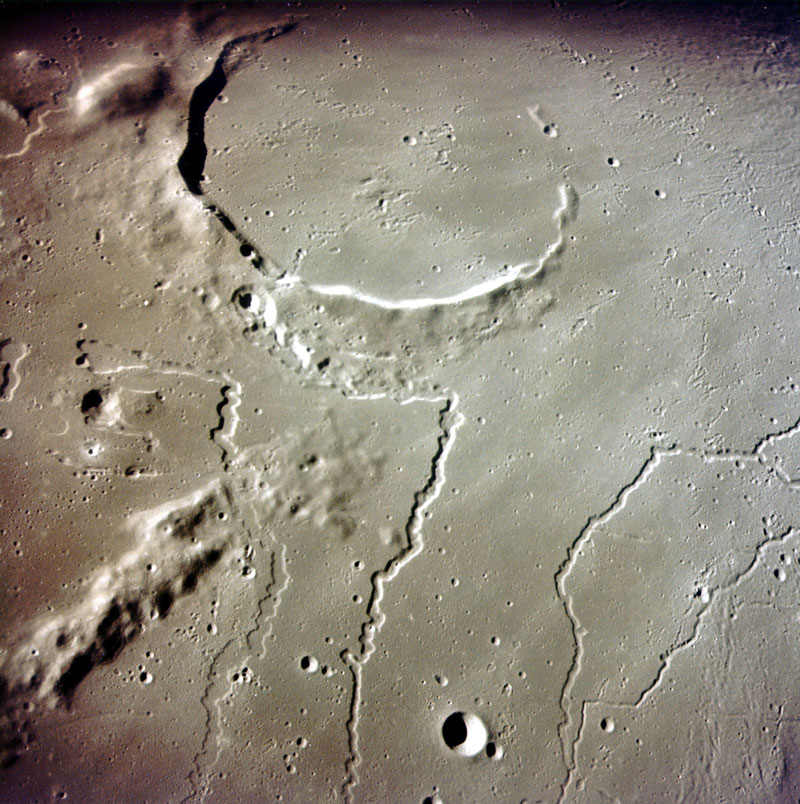
從阿波羅15號的月球軌道單元上拍攝的阿里斯塔克斯隕石坑附近的月溪。雖然只有三分之一大小，但兩個溪谷的排列非常相似於匈牙利大平原的多瑙河和蒂薩。

行星科學（Planetary science，很少用planetology）是研究行星（包括地球）、衛星，和行星系（特別是太陽系），以及它們形成過程的科學。它研究對象的尺度從小至微流星體到大至氣態巨行星，目的在確定其組成、動力學、形成、相互的關係和歷史。它是高度科技整合的學科，最初成長於天文學和地球科學，但現在包含許多學科，包括行星地質學（結合地球化學和地球物理學）、大氣科學、海洋學、水文學、理論行星科學、冰川學、和系外行星 。類似的學科包括關心太陽對太陽系內天體影響的太空物理學和天文生物學。還有相關於行星科學的觀測和理論分支與關聯性。觀測的研究涉及與太空探索的結合，主要是與使用遙測技術的機器人的太空船任務，和在地面實驗室所做的工作比較。理論部分涉及大量的電腦模擬和數學建模。雖然全世界有好幾個純粹的行星科學研究所，但行星學家一般都在大學或研究中心的天文學和物理學或地球科學部門。他們每年都有幾個重要的會議，和範圍廣泛的等同綜述論的期刊。

## 歷史
據說行星科學的歷史可以追溯至古希臘哲學家德謨克利特，他在希波拉特斯的報告中說：
有序的世界是無邊無際和有著不同的大小，並且它們有一些既不是太陽，也不是月球，而是其它的，不僅比我們大，數量也比我們多。而且在有序的世界之間的間隔是不平等的，這邊的多一點，那邊的就會少一點，有些蓬勃發展，有些衰敗頹廢，有些正在開始，有些已經黯然退場。但是它們會互相碰撞而毀壞。並且有些有序世界只有少數的動物、植物，其他都是水。
更現代的時代，行星科學開始在天文學中研究尚未解決的行星。在這個意義上，伽利略是原始的行星科學家，它發現了木星最大的四顆衛星，月球上的山，和最先觀測土星環，激發後續所有的研究物件。伽利略在1609年研究月球的山，也開始研究地球之外的景觀：他的觀察"確定月球表面不是平滑光亮的"，建議它和其它的世界可能呈現和"地球一樣的面貌" 。
提升望遠鏡的建設和儀器解像力的進展，允許我們增加對行星的大氣和表面細節的認識。由於月球最接近地球，早期的研究對它了解的最多，由於它總是展現出它的表面，有關的詳細資訊和技術的進步，逐漸產生更詳細的月球地質知識。在這些科學的過程中，主要的工具是天文的光學望遠鏡（和以後的電波望遠鏡），以及最後用機器人探索的太空船。
現在，對太陽系的研究已經比較完備，對已經存在的行星系統中，行星的形成和演化也有全面的認識。然而，還有許多未解決的問題，和很高的新發現機率，部分原因是大量的太空船目前正在探索太陽系。

## 术语
当这一学科涉及到某一特定天体时，会使用专门的术语，如下表所示（目前只有太阳学、地质学、月球学和火星学得到广泛的使用）：
| 天体    | 行星科学              | 词源                  |
| ------- | --------------------- | --------------------- |
| 太阳    | 太阳学                | 希腊语赫利俄斯        |
| 水星    | 水星学                | 希腊语赫耳墨斯        |
| 金星    | 金星学（cytherology） | 希腊语库忒瑞亚        |
|         |                       |                       |
| 地球    | 地质学                | 希腊语盖娅            |
| （ 月球 | 月球学（selenology）  | 希腊语塞勒涅 )        |
|         |                       |                       |
| 火星    | 火星学                | 希腊语阿瑞斯          |
| 穀神星  | demeterology          | 希腊语得墨忒耳        |
| 木星    | zenology              | 希腊语宙斯            |
| 土星    | kronology             | 希腊语克洛诺斯        |
| 天王星  | uranology             | 希腊语/拉丁语乌拉诺斯 |
| 海王星  | poseidology           | 希腊语波塞冬          |
| 冥王星  | hadeology             | 希腊语哈得斯          |
| 鬩神星  | eridology             | 希腊语厄斯            |

## 描述

### 行星天文學
這是觀測和理論兼具的科學。觀測的研究人員涉及的主要是太陽系的小天體：使用光學和電波望遠鏡觀測這些天體，以確定它們的旋轉和形狀，以及表面的物質和風化，藉以理解它們形成和演化的歷史。
理論的行星科學家關心的是分析動力學：將天體力學的規則應用在太陽系和太陽系外的行星系統。

### 行星地質學
行星地質學最著名與處理得最好的研究課題是在地球附近的天體：月球，還有兩顆鄰居的行星：金星和火星。其中，月球是最早被研究的，使用的方法都是早期在地球發展出來的。

#### 地形學
地形學研究行星的表面特徵和重建形成的歷史，和推斷表面活動的物理過程。行星地形學包括幾類表面特徵的研究：
- 撞擊特點（多環狀的盆地、坑）
- 火山和構造特徵（熔岩流、裂隙、月溪）
- 太空風化 － 在太空艱困的環境下所產生的侵蝕效應（微隕石的連續轟炸、高能粒子雨、撞击翻搅）。例如，覆蓋在月球表面薄薄的一層表岩屑是微隕石轟擊的結果。
- 水文特徵：液體所涉及的範圍可以從水到烴類和氨，視在太陽系內的位置而定。

依據尼古拉斯·斯坦諾率先提出的陸地沉積序列學說，通過從頂部至底部的影像特徵，可以一窺行星表面的歷史。例如，阿波羅登月任務的太空人在野外地質調查精心繪製的地層影像。月球軌道計畫拍攝的影像確定了一系列的沉積序列，這些準備用來製作月球的地層柱和地質圖。

#### 宇宙化學、地球化學和岩石學
太陽系形成與演化的生成假說存在的主要問題之一是知識的缺乏，就是在實驗室裡有一大套的工具可用，但是缺少源自陸地可以分析的全部地質樣本。幸運的是有直接來自月球、火星和小行星的樣品存在地球上，從它們的母體以隕石的型態來自地球。其中一些因為地球大氣的氧化作用和生物圈的滲透已經受到汙染，但過去幾十年在南極洲採集的隕石幾乎完全是原始狀態。
來自小行星帶的隕石幾乎涵蓋了所有結構變異類型的隕石：甚至存在來自核-地函邊界的隕石（橄欖隕鐵）。地球化學和天文觀測的結合，使得HED隕石得以具體的追溯到小行星帶的灶神星。
相對已知數量較少的火星隕石提供了洞察火星地殼地球化學的組成，然而無可避免的是缺乏源自火星地殼的何處，也就意味著不能提供約束火星岩石圈演變理論的多變條件。截至2013年7月24日，以在地球上發現65顆來自火星的隕石，多數不是來自南極洲，就是撒哈拉沙漠。
在阿波羅時代，阿波羅計畫帶回了384公斤的月球樣品，3艘前蘇聯的魯納機器人也從月球蒐集和送回一些風化層的樣本。這些樣本提供太陽系在地球旁邊的天體成分最全面的記錄。過去這幾年，月球隕石的數量增加得很快，在2008年4月公認的月球隕石還只有54顆，11顆是美國從南極洲收集的，6顆是日本在南極洲採集的，其餘37顆來自非洲、澳洲和中東的沙漠，總質量接近50公斤。

#### 地球物理學
太空探測器不僅能收集可見光的資料，也能收集其它領域的電磁頻譜。行星的特性可以由它們的力場：引力廠和磁場，通過地球物理學和太空物理學進行研究。
測量太空探測器在軌道上所經歷的加速度變化，可以讓科學家們描繪出行星引力場的具體細節。例如，1970年代對月海月海對通過其上方人造衛星的干擾，導致在雨海、寧靜海、危難海、酒海、濕海發現地下高密度的質集。

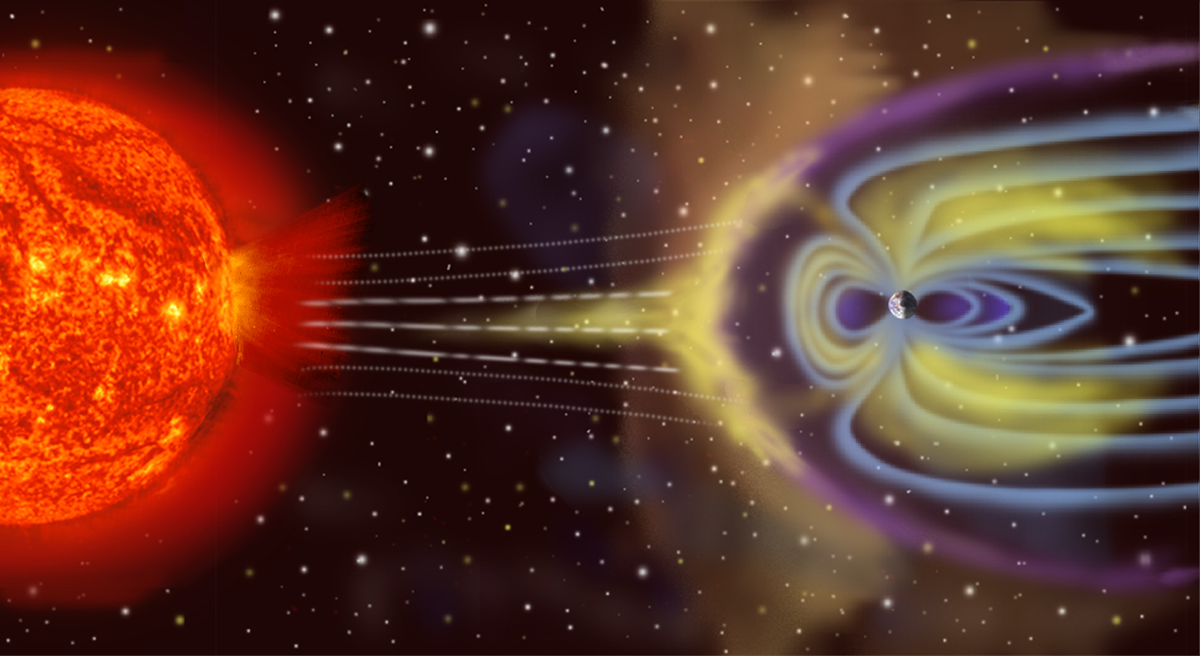
被磁層偏轉的太陽風（圖未按比例繪製）。

如果一顆行星的磁場足夠強大，就會在和太陽風的交互作用下形成行星的磁層。早期的太空探測器發現了地球的磁場，在朝向太陽的方向延伸約地球半徑的10倍。來自太陽的一連串帶電粒子流形成的太陽風環繞著地球的磁場，並在背向太陽的後面造成連綿不絕，數百地球半徑長的磁尾。在磁層裡面，有著太陽風粒子密集的區域，稱為范艾倫輻射帶。
地球物理學包括地震學、構造物理學、地球物理流體力學、礦物物理學、地球動力學、數學地球物理學和勘探地球物理學。
大地測量學處理與測量太陽系的行星表面特徵，他們的引力場和地球動力學現象（極運動在三維的時間相對於空間的變化）。大地測量學的科學有天體物理學和行星行星科學的元素。地球的形狀是它自轉的結果，導致其赤道的隆起、板塊的碰撞和火山活動等地質過程的生存競爭，但受到地球重力場很大的抑制。這些原則可以應用在地球的固體表面（造山運動：沒有超過10 km（6 mi）的高山，也沒有如此深的海溝。原因很簡單，例如15 km（9 mi）高的山，加諸於底部的壓力將會很大，而由於重力，那兒的岩石將會如同塑膠，在地質上微不足道的時間，這座山也會回跌至大約10 km（6 mi）。一些或所有的這些原則也可以應用在地球之外的其他行星。例如在火星上，其表面的引力比地球小得多，最高大的火山， 奧林帕斯山，其最高峰是24 km（15 mi），這是在地球上不能保持的高度。地球的大地水準面本質上是從其地形特徵抽取出來的，因此火星上的大地水準面本質上也是從火星表面的地形特徵抽取出來的，是測量和地圖這兩個領域應用的重要基礎。

### 大氣科學

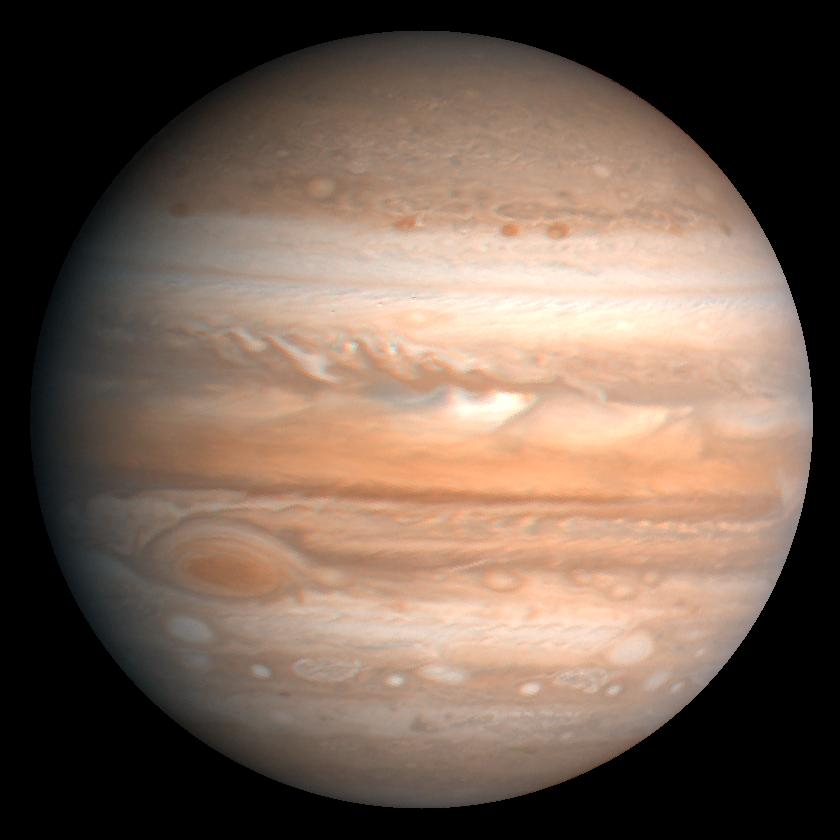
在木星上清晰可見的雲帶。

大氣層是固體行星的表面和高度稀薄的電離與輻射帶之間重要的過渡區。但並不是所有的行星都有大氣層：它們的存在取決於行星的質量和這顆行星與太陽的距離 －距離太遠時大氣會發生凍結。除了4顆氣態巨行星，幾乎所有的類地行星（地球、金星、火星）都有明顯的大氣層，但水星周圍只有稀薄的大氣。有兩顆衛星也有明顯的大氣：土星的衛星泰坦和海王星的衛星崔頓
一顆行星繞軸轉動速率的效應可以在大氣看見溪流和氣流。從太空中觀察，這些特徵在雲系中顯示為環帶和渦流，在土星和木星上看得最為清楚。

## 比較行星科學
行星科學經常使用比較的方法來對研究的物件做更多的了解。這可以涉及地球大氣層和土星衛星泰坦大氣層的稠密比較外，太陽系的天體在不同距離下的演化，或類地行星表面的特徵，這些都只是其中的一些例子。
主要可以比較的特徵都是相較於地球，因為它最容易，並允許在更大的範圍進行測量。類比於地球的研究在行星地質學、地貌學、和大氣科學特別常見。

## 基礎觀念
- 小行星（Asteroid）
- 天體力學（Celestial mechanics）
- 彗星（Comet）
- 矮行星（Dwarf planet）
- 系外行星（Extrasolar planet）
- 氣態巨行星（Gas giant）
- 冰衛星（Icy moon）
- 古柏帶（Kuiper belt）
- 磁層（Magnetosphere）
- 微型行星（Minor planet）
- 行星（Planet）
- 行星分異（Planetary differentiation）
- 行星系（Planetary system）
- 行星定義（Definition of a planet）
- 太空天氣（Space weather）
- 類地行星（Terrestrial planet）

## 進階讀物
- Carr, Michael H., Saunders, R. S., Strom, R. G., Wilhelms, D. E. 1984. The Geology of the Terrestrial Planets. NASA.
- Morrison, David. 1994. Exploring Planetary Worlds. W. H. Freeman. ISBN 978-0-7167-5043-7

## 外部連結
- Planetary Science Research Discoveries （页面存档备份，存于） (articles)
- The Planetary Society (world's largest space-interest group: see also their active news blog （页面存档备份，存于）)
- Planetary Exploration Newsletter （页面存档备份，存于） (PSI-published professional newsletter, weekly distribution)
- Women in Planetary Science （页面存档备份，存于） (professional networking and news)